# Shane Told
Shane Told (ur. 13 lutego 1981 w Scarborough) – kanadyjski muzyk, wokalista.

## Życiorys
Urodził się 13 lutego 1981 w Scarborough, dzielnicy Toronto. W młodości zainteresował się muzyką alternatywną za sprawą formacji Metallica (czarny album) i Nine Inch Nails. W wieku 13 założył bowiem punkową grupę Jerk Circus. W 2000 powstała grupa Silverstein jako projekt poboczny muzyków będących członkami formacji wykonujących ska i hardcore. Na przestrzeni lat Shane Told został jednym z głównych twórców zespołu jako kompozytor, wokalista i autor tekstów.
W 2013 wymienił pięć albumów, które zmieniły jego życie: Metallica – …And Justice for All (1988), NOFX – White Trash, Two Heebs and a Bean (1992), Buried Alive – The Death of Your Perfect World (1999), Lifetime – Jersey's Best Dancers (1997), The Beatles – Abbey Road (1969).
Zamieszkał w Burlington. Został weganinem. Założył też podcast pod nazwą „Lead Singer Syndrome with Shane Told”, w którym przeprowadza wywiady z artystami muzycznymi. W 2020 przyznał się do odczuwania problemów ze zdrowiem psychicznym i nadużywania alkoholu. Do tego czasu nie ożenił się i nie miał dzieci. W 2016 rozpadł się jego związek osobisty z drugą osobą. Jak przyznał w 2024, nie uważa się za osobę religijną.